# مانويل كوبولا
مانويل كوبولا (بالإيطالية: Manuel Coppola)‏ (11 مايو 1982 بروما في إيطاليا - ) هو لاعب كرة قدم إيطالي في مركز الوسط. لعب مع نادي إمبولي ونادي بارما ونادي ترنانا ونادي تشيزينا ونادي تورينو ونادي جنوى ونادي ساليرنيتانا ونادي سيينا ونادي كاتانيا ونادي ليتشي ونادي مسينا وBrindisi FC ‏ وSSD Tivoli Calcio 1919 ‏.

## وصلات خارجية
- مانويل كوبولا على موقع قاعدة بيانات كرة القدم.إي يو (الإنجليزية)
- مانويل كوبولا على موقع عالم كرة القدم.نت (الإنجليزية)
- مانويل كوبولا على موقع AS.com (الإسبانية)